# Yvonne Coldeweijer
Yvonne Coldeweijer (Tilburg, 21 december 1986) is een Nederlandse presentatrice, zangeres, actrice en youtuber. Als vertolkster van Keet! was ze het gezicht van het Nederlandse kinderprogramma RTL Telekids (2010-2013). Van 2020 tot 2024 kwam Coldeweijer geregeld in de media door haar roddelkanaal.

## Biografie

### Opleiding
Coldeweijer studeerde psychologie aan de Universiteit van Tilburg, maar verliet deze opleiding vroegtijdig om te studeren aan de Fontys Academie voor Drama. Deze opleiding maakte ze eveneens niet af. Tevens volgde ze verscheidene cursussen en workshops aan de New York Film Academy en de Meisner Toneelacademie.

### Carrière
In 2009 deed Coldeweijer mee aan het programma K2 zoekt K3, de talentenjacht waarin de meidengroep K3 op zoek ging naar een nieuw groepslid. Zij moest het programma voor de liveshows verlaten.
Coldeweijer was van 2010 tot en met 2013 te zien als haar alter ego Keet! het gezicht van het nieuwe Telekids op RTL 8. Als Keet! bracht Coldeweijer meerdere singles uit bij 8ball Music. Op 3 juni 2013 maakte ze bekend per direct te stoppen bij Telekids. Tevens vertolkte Coldeweijer in 2010 de rol van popster Cindy in het derde seizoen van de Vlaamse jeugdserie Amika van Studio 100.
Coldeweijer speelde vanaf september 2012 de hoofdrol Glinda in de musical Wicked en nam deze rol over van Chantal Janzen. Tevens was ze datzelfde jaar te zien in de speelfilm De Club van Sinterklaas & Het Geheim van de Speelgoeddokter, waar ze de vriendin van Jack in vertolkte. Van maart tot juni 2013 speelde Coldeweijer de rol van Ariël in de musical The Little Mermaid. Naast acteren in films en toneel sprak Coldweijer als actrice stemmen in van hoofdrollen in animatiefilms, zoals Alvin and the Chipmunks: Chipwrecked en Ted en Het Geheim van Koning Midas.
Op het in 2014 verschenen album Berge verzet van Thomas Berge is ze te horen in het duet Wat ik voel voor jou. In september 2014 maakte Coldeweijer, samen met zangers Xander de Buisonjé en Niels Geusebroek, deel uit van de jury van het Junior Songfestival. In 2014 en 2015 presenteerde Coldeweijer samen met Sander Janson het RTL 4-programma Campinglife. In 2017 deed Coldeweijer mee aan het zeventiende seizoen van Wie is de Mol?. Na de tweede aflevering moest zij het spel verlaten. In 2020 deed Coldeweijer mee aan het datingprogramma First Dates VIPS.

### Sociale media
Coldeweijer startte in juni 2015 een YouTube-kanaal genaamd 'Life of Yvonne'. Op haar kanaal uploadde ze meerdere video's per week, die aanvankelijk gingen over beauty, mode en vlogs. Het kanaal bereikte in augustus 2019 ruim 147.000 abonnees. Vanaf het voorjaar van 2020 zette Coldeweijer het kanaal enkele maanden stop, en verwijderde ze een groot aantal geplaatste video’s. Op 11 december 2020 werden de activiteiten op het kanaal hervat.
Daarnaast heeft de vlogger een Instagramaccount met dezelfde naam; dit account had op haar hoogtepunt, in april 2024, ruim 842 duizend volgers.

#### Roddelkanaal
Nadat Coldeweijer in december 2020 terugkeerde op YouTube, begon ze zich op haar YouTube-kanaal en Instagramaccount langzaamaan steeds meer te richten op het verspreiden van roddels, geruchten en schandalen uit de Nederlandse amusementswereld. Door Yvonne zelf 'juice' genoemd. Coldeweijer noemt zichzelf in deze hoedanigheid daarom ook regelmatig 'Alberta Verlinde', verwijzend naar de bekende roddeljournalist Albert Verlinde. Informatiebronnen en anonieme tipgevers noemt ze haar 'spionnen'. Als influencer verspreidt ze met name roddels over bekende Nederlanders zoals André Hazes jr., Marco Borsato, Glennis Grace en Lil' Kleine. Coldeweijer behaalde hiermee meerdere malen de landelijke media en wist een aantal keer met primeurs te komen.
In april 2024 kondigde Coldeweijer aan te stoppen met het publiekelijk delen van roddels via sociale media en dit voortaan enkel nog exclusief voor een betalend publiek te doen. Na de aankondiging verloor Coldeweijer bijna 100 duizend volgers. In juli 2024 kondigde Coldeweijer aan geheel te stoppen met het verspreiden van 'juice'.
Sinds augustus 2022 presenteert Coldeweijer samen met journalist Mark Koster de podcast De Juice Show, geproduceerd door Podimo, waarin het tweetal op wekelijkse basis de laatste roddels rondom bekende Nederlanders bespreekt.

### Rechtszaken
In april 2022 plaatste Coldeweijer een video waarin ze zangeres Samantha Steenwijk beschuldigde van het gebruiken van illegale afslankpillen. Steenwijk spande vervolgens een kort geding aan tegen Coldeweijer. Steenwijk won het kort geding en de rechter bepaalde dat Coldeweijer haar uitspraken moest rectificeren.
In januari 2023 spande Rachel Hazes een rechtszaak aan tegen Coldeweijer. Dit gebeurde vanwege een video van Coldeweijer waarin ze een persoonlijke brief van Hazes’ zoon André openbaar maakte en bovendien -volgens Hazes- onjuiste en zeer kwetsende uitlatingen deed. Hazes eist verwijdering van de video en een rectificatie. Tevens voegt Hazes in een sommatie toe dat ze geen "gecremeerde kroket" meer genoemd wil worden door Coldeweijer, die dit als bijnaam gebruikte voor Hazes. Coldeweijer verloor de rechtszaak: de rechter vond uitspraken 'onnodig grievend en zij heeft geen te respecteren belang bij publicatie van haar uitlatingen'. Coldeweijer moest een rectificatie plaatsen op zowel haar Instagram-account als haar YouTube-kanaal en de betreffende video binnen 24 uur verwijderen. Bovendien mag Coldeweijer Hazes geen "gecremeerde kroket" meer noemen. Op dit laatste is Hazes een aantal weken later teruggekomen: ze zou Coldeweijer geen dwangsom meer opleggen bij gebruik van deze term.

### Bedrijf
Coldeweijer heeft een webshop, Meid in the City, waarin ze kleding, sieraden en accessoires verkoopt. Ook had ze tot augustus 2023 een aantal maanden een fysieke winkel in de Amsterdamse Pijp, aan de Daniël Stalpertstraat.

## Privé
Coldeweijer is in december 2023 bevallen van een zoontje.

## Filmografie

### Film
| Jaar | Titel                                                       | Rol               | Opmerkingen      |
| ---- | ----------------------------------------------------------- | ----------------- | ---------------- |
| 2011 | Sinterklaas en het Raadsel van 5 December                   | Keet!             |                  |
| 2011 | Alvin and the Chipmunks: Chipwrecked                        | Zoe               | Nasynchronisatie |
| 2012 | De Club van Sinterklaas & Het Geheim van de Speelgoeddokter | Vriendin van Jack |                  |
| 2013 | Ted en de Schat van de Mummie                               | Sara Lavroff      | Nasynchronisatie |
| 2017 | Ted en het Geheim van Koning Midas                          | Sara Lavroff      | Nasynchronisatie |

### Televisie

#### Als actrice
| Jaar | Titel                | Omroep/Zender | Rol                 |
| ---- | -------------------- | ------------- | ------------------- |
| 2009 | Onderweg naar Morgen | BNN           | Mascha van der Veer |
| 2010 | Telekids             | RTL 8         | Keet!               |
| 2010 | Amika                | Ketnet, TROS  | Cindy               |

#### Overig
| Jaar       | Titel                       | Omroep/Zender | Rol                              |
| ---------- | --------------------------- | ------------- | -------------------------------- |
| 2009       | K2 zoekt K3                 | VTM, SBS6     | kandidaat                        |
| 2011       | Ik hou van Holland          | RTL 4         | deelnemer                        |
| 2012, 2015 | De Jongens tegen de Meisjes | RTL 4         | deelnemer                        |
| 2014       | Junior Songfestival         | AVROTROS      | eenmalig jurylid                 |
| 2014-2015  | Campinglife                 | RTL 4         | presentatieduo met Sander Janson |
| 2017       | Wie is de Mol?              | AVROTROS      | deelnemer, viel als tweede af    |
| 2020       | First Dates VIPS            | BNNVARA       | deelnemer                        |
| 2023       | Hunted VIPS                 | AVROTROS      | helper van de Hunters            |

## Musicals
| Jaar      | Titel              | Rol             | Producent           |
| --------- | ------------------ | --------------- | ------------------- |
| 2000      | Pinokkio           | Kinder-ensemble | Studio100           |
| 2012-2013 | Wicked             | Glinda          | Stage Entertainment |
| 2013      | The Little Mermaid | Alternate Ariël | Stage Entertainment |

## Discografie

#### Albums
| Album met eventuele hitnotering(en) in de Nederlandse Album Top 100 | Datum van verschijnen | Datum van binnenkomst | Hoogste positie | Aantal weken | Opmerkingen |
| ------------------------------------------------------------------- | --------------------- | --------------------- | --------------- | ------------ | ----------- |
| Keet!                                                               | 04-11-2011            | 12-11-2011            | 13              | 33           | als Keet!   |
| VIP                                                                 | 08-11-2012            | -                     | -               | -            | als Keet!   |

#### Singles
| Single met eventuele hitnotering(en) in de Nederlandse Top 40 | Datum van verschijnen | Datum van binnenkomst | Hoogste positie | Aantal weken | Opmerkingen      |
| ------------------------------------------------------------- | --------------------- | --------------------- | --------------- | ------------ | ---------------- |
| Big splash                                                    | 01-11-2010            | -                     |                 |              | als Keet!        |
| Ik kan het heus wel zelf                                      | 08-04-2011            | -                     |                 |              | als Keet!        |
| Superkeet!                                                    | 14-10-2011            | -                     |                 |              | als Keet!        |
| Doggy                                                         | 10-02-2012            | -                     |                 |              | als Keet!        |
| USA                                                           | 13-07-2012            | -                     |                 |              | als Keet!        |
| Wat ik voel voor jou                                          | 24-02-2014            | -                     |                 |              | met Thomas Berge |

## Prijs
- Coldeweijer won tijdens de Beau Monde Awards in november 2013 de Leco Look Award, de prijs voor de mooiste beautylook.[36]